# Cosme Velho
Cosme Velho és un barri de Rio de Janeiro, al Brasil situat al peu del morro del Corcovado i del morro de Dona Marta, ocupant la part més alta de la vall del Riu Carioca. Abans ear conegut com a "Águas Férreas".
El seu IDH, l'any 2000, era de 0,878, el 34 millor del municipi del Rio.
Barri tradicional de la zona sud, és situat a prop de Laranjeiras, i el seu carrer principal, la rua Cosme Velho, és l'allargament de la rua das Laranjeiras. És un barri petit però amb un gran potencial turístic. Allà es troba l'estació del ferrocarril del Corcovado el tren de la qual porta els turistes cap a l'estàtua del Crist Redemptor, un dels símbols de la ciutat. Un altre lloc turístic: el Largo do Boticário. És compost de set cases d'estil neo-colonial construïdes l'any 1920 amb materials de recuperació de les construccions del nucli urbà, que havien estat enderrocades. A l'entrada del Largo es troben dues cases de la primera meitat del segle xix.
L'habitant més famós del barri és l'escriptor Machado de Assis, anomenat Bruxo do Cosme Velho (« bruixot del Cosme Velho »). La seva casa va set destruïda per construir en el seu lloc un immoble residencial.

## Etimologia
El nom del barri és un homenatge a Cosme Velho Pereira, comerciant portuguès de l'antic Carrer Direita, actual Carrer Primeiro de Março. El segle xvi, el comerciant vivia a la part més alta de la Vall del Carioca, en el camí al Corcovado. La seva granja era banyada pel Riu Carioca. Després la seva mort, la seva granja va ser urbanitzada i hi van passar a viure alguns nobles de la cort.

## Història
El barri del Cosme Velho es va desenvolupar als marges del riu Carioca, des de 1567, quan les terres de la regió van ser donades en sesmaria als membres de la família de Cristóvão Monteiro, que van obrir camps, van edificar cases i fins un molí de vent pel processament dels cereals recollits en les seves plantacions. El segle xvii, va tenir inici la captació de les aigües del riu per al proveïment de la ciutat, i el segle xx, el riu va ser cobert, quedant alguns trams a cel obert, com es pot veure en el Largo do Boticário. La importància del riu Carioca va ser fonamental, com a font que abastia l'aigua potable a Rio.
El temps de l'Imperi del Brasil, havia esclaus "agüeiros", la funció dels quals era dur aigua provinent del Carioca amb barrils per a ús dels seus senyors. Les aigües llavors netes del riu eren recollides en punt alt de la vall, en la zona coneguda com a "Águas Férreas".
Posteriorment va ser construït un aqüeducte amb la finalitat de dur l'aigua fins a Lapa, en el centre, la memòria del qual és preservada a través dels Arcs de Lapa. El naixement del riu es troba en la regió del Silvestre i les seves aigües eren captades en la "Mãe d´Água", per a abastir l'aqüeducte del Silvestre. Aquesta zona, amb temperatures suaus, era una de les preferides pels carioques del segle xix.
La zona d'Águas Férreas, que engloba l'actual barri del Cosme Velho, encara era coneguda amb aquest nom la primera meitat del segle XX. Els bondes i autobusos tenien aquesta destinació. Actualment, el nom Águas Férreas és només un record.